# Lundakarnevalen 1954
Lundakarnevalen 1954 bar temat Skandalkarneval och har gått till historien som den karneval då lundaspexet Djingis Khan, skrivet av bland andra Hans Alfredson, vilken också spelade titelrollen, hade sin urpremiär.